# Ephippiger carlottae
Ephippiger carlottae (Fontana & Odé, 2003) è un insetto ortottero appartenente alla famiglia Tettigoniidae.

## Descrizione
Specie tozza e lenta, abbastanza grande nel suo genere (25–32 mm), con zampe posteriori corte e relativamente strette, come gli altri appartenenti alla sua sottofamiglia. Il pronoto è particolarmente concavo e rialzato nella zona posteriore; le ali sono vestigiali, molto bombate, servono esclusivamente per produrre suoni (come tutti i membri della sottofamiglia Bradyporinae, non sono dunque in grado di volare). La colorazione è inizialmente verde ma verso la fine dell'estate si trasforma in brunastra-rosso-vinaccia, con variazioni da individuo a individuo. La zona ventrale è molto gialla, e la zona occipitale è nera.
I cerci sono trapezoidali e bombati, con un dentello scuro ai due angoli; a differenza di E. perforatus però, con cerci abbastanza simili, nell'ultimo tergite vi è una rientranza. anche i titillatori sono peculiari. L'ovopositore è abbastanza lungo (17,5-20,5 mm) ed esile, leggermente piegato all'insù.

## Biologia

### Dieta
È un animale onnivoro, spesso si nutre anche di altre cavallette.

### Fenologia
Generalmente gli adulti sono rinvenibili da luglio a fine ottobre.

### Bioacustica
Il canto viene prodotto dallo sfregamento delle due tegmine (vestigiali). Sia i maschi che le femmine sono in grado di cantare, e il canto risulta sembrare molto quello di Ephippiger ephippiger.

## Distribuzione e habitat
Si tratta di una specie endemica dell'Appennino tosco-emiliano e zone circostanti, noto con certezza per le province di Piacenza, Parma, Reggio nell'Emilia, Modena, Bologna, Firenze, Lucca e Pavia (in una sola località), ma è molto probabile che sia presente anche in altre province della Toscana.
Si trova in zone ecotonali, leggermente umide, generalmente sopra i 350 m d'altitudine, spesso in prati assolati o su cespugli di Rubus, in particolar modo di lampone, e su felci, come molti altri Ephippiger.

## Conservazione
La Lista rossa IUCN classifica Ephippiger carlottae come specie prossima alla minaccia di estinzione (Near Threatened).